# أندي ماتي
أندي ماتي (بالمجرية: Máté András)‏ (بالإنجليزية: Andy Mate)‏ هو لاعب كرة قدم أمريكي ومجري في مركز الوسط، ولد في 19 مارس 1940 في بودابست في المجر، وتوفي في 13 مايو 2012 في المجر. شارك مع منتخب الولايات المتحدة لكرة القدم. أما مع النوادي، فقد لعب مع ديبورتيفو كالي ونادي أويبست ونادي هامبورغ ونيويورك كوسموس.

## وصلات خارجية
- أندي ماتي على موقع ناشيونال فوتبول تيمز (الإنجليزية)